# Simulium atlasicum
Simulium atlasicum är en tvåvingeart som beskrevs av Giudicelli och Bouzidi 1989. Simulium atlasicum ingår i släktet Simulium och familjen knott.
Artens utbredningsområde är Marocko. Inga underarter finns listade i Catalogue of Life.